# Vogal posterior

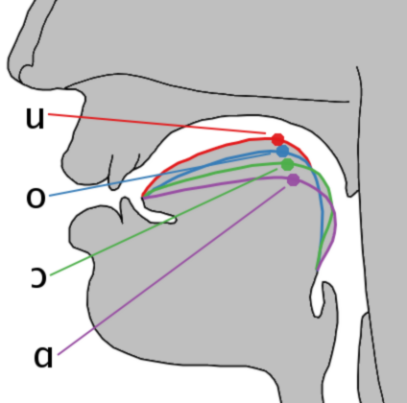
Comparação das posições da língua nas vogais posteriores: fechada [/u/], semifechada [/o/], semiaberta [/ɔ/] e aberta [/ɑ/].

Uma vogal posterior, ou simplesmente uma posterior, é uma vogal que, em sua pronúncia, o ponto de articulação se dá com elevação do dorso posterior da língua em direção ao véu palatino, sem criar uma constrição que a classificaria como consoante. Acusticamente são orais, graves e bemóis.
As vogais posteriores identificadas no Alfabeto Fonético Internacional são:
- vogal posterior fechada não arredondada [ɯ]
- vogal posterior fechada arredondada [u]
- vogal posterior semifechada não arredondada [ɤ]
- vogal posterior semifechada arredondada [o]
- vogal posterior semiaberta não arredondada [ʌ]
- vogal posterior semiaberta arredondada [ɔ]
- vogal posterior aberta não arredondada [ɑ]
- vogal posterior aberta arredondada [ɒ]